# Cantonul Bégard
Cantonul Bégard este un canton din arondismentul Guingamp, departamentul Côtes-d'Armor, regiunea Bretania, Franța.

## Comune
- Bégard (reședință)
- Kermoroc'h
- Landebaëron
- Pédernec
- Saint-Laurent
- Squiffiec
- Trégonneau